# Páganos
Páganos est une commune ou contrée de la municipalité de Laguardia dans la province d'Alava dans la Communauté autonome basque.